# Phanoperla flabellare
Phanoperla flabellare és una espècie d'insecte plecòpter pertanyent a la família dels pèrlids que es troba a Indonèsia: Kalimantan Oriental.